# East Rochester (New York)
East Rochester è un comune degli Stati Uniti d'America, situato nello Stato di New York, nella contea di Monroe. La località è classificata al contempo sia come town che come village.